# Théo Bongonda
Théo Bongonda Mbul’Ofeko Batombo (ur. 20 listopada 1995 w Charleroi) – piłkarz z Demokratycznej Republiki Konga występujący na pozycji napastnika w Spartaku Moskwa.